# Jan Kooistra (dichter)
Jan Kooistra (Den Haag, 6 december 1938 – Schiermonnikoog, 18 augustus 1992) was een Nederlands dichter, die bijna zijn gehele leven in Noord-Nederland woonde.
Jan Kooistra was ambtenaar bij de gemeente Leek en was daar een belangrijke stimulator van de literaire en beeldende kunsten.
Zijn eerste bundel Bij nacht verscheen in 1975, zijn laatste De wegen van wezel en hermelijn (postuum) in 1994.
Hij schreef ruim 20 poëziebundels. Zijn werk is vertaald in het Duits, Italiaans, Frans en Tsjechisch.
Verder was hij redacteur van de literaire bladen 't Kofschip en De Essayhaas.
Zijn dochter Maria is bekend als actrice en model.